# 黑瘤海蜷
黑瘤海蜷（学名：Batillaria sordida），是中腹足目海蜷科海蜷属的一种。主要分布于中国大陆、台湾，常栖息在潮间带的岩石间。